# Kako sam upoznao vašu majku
Kako sam upoznao vašu majku (eng. How I Met Your Mother) američki je sitcom TV kuće CBS.
U Hrvatskoj se od siječnja 2009. do listopada 2009. prikazivao na RTL Televiziji i na RTL 2. Trenutno se prikazuje na RTL Kockici. Emitira se i na kanalu FOX.
Serija je emitirala svoje dvije posljednje epizode zajedno, 31. ožujka 2014.
Serija je bila nominirana za 28 Emmy-a, ali je osvojila samo devet.
U siječnju 2022. počeo se emitirati spin-off serija "How I Met Your Father", koja je ujedno i nastavak, u nekim djelovima serije.

## Kratki sadržaj
Godine 2030., Ted Mosby (glas: Bob Saget) govori svojem sinu i kćeri kako je upoznao njihovu majku, po čemu je serija i dobila ime.
Radnja prati lude zgode petero prijatelja: Teda Mosbyja (glumi ga Josh Radnor), Marshalla Eriksena (Jason Segel), Robin Scherbatsky (Cobie Smulders), Barneya Stinsona (Neil Patrick Harris) i Lily Aldrin (Alyson Hannigan).
Družina je smještena u New Yorku te često provode vrijeme u MacLaren's Pubu. Ted majku upoznaje na vjenčanju Barneya i Robin u posljednjoj sezoni, a na kraju otkriva kako je majka Tracy umrla 2024. godine.

## Glumci

### Glavni glumci
- Josh Radnor kao Ted Mosby, arhitekt koji upoznaje Marshalla i Lily na sveučilištu Wesleyan. Seli se u New York i upoznaje Barneya i Robin. On je u potrazi za "onom pravom". On je najozbiljniji u grupi i često im dosađuje s arhitekturskim pričama. Ponekad radi lude i djetinjaste stvari s Barneyem. On je i Barneyev "buraz" i pomaže mu osvajati djevojke igrom "Jesi li upoznala Teda.?" Ted je veliki obožavatelj Zvjezdanih ratova. Ted je iz Ohija, ali smatra sebe pravim New Yorkerom i pokazuje veliku mržnju prema New Jerseyu.
- Jason Segel kao Marshall Eriksen, ekološki odvjetnik i Tedov najbolji prijatelj. Ženi se s Lily u 2. sezoni i u 7. dobivaju sina Marvina. S Lily je od samog koledža i nije nikad bio s nikim drugim. Rođen je u Minnesoti, ali isto kao Ted, smatra New York svojim domom.
- Cobie Smulders kao Robin Scherbatsky, TV voditeljica koja se spetlja s Tedom na početku serije. Emigrirala je iz Kanade da prihvati posao u New Yorku. Upoznaje Teda i družinu u njihovom kafiću MacLaren's Pub. Robin, za razliku od Teda, ne želi djecu i ne voli ih, a kasnije sazna da ih ne može ni imati. Ona pije viski i puši cigarete, a to privuče Barneya da se zaljubi u nju. Kasnije završe zajedno.
- Neil Patrick Harris kao Barney Stinson, zaposlenik u GNB i Tedov "buraz". Otac ga je napustio kad je bio malen, a majka mu je doslovno bila prostitutka. On je ozbiljni ženskar koji obožava odijela i striptiz klubove. Mrzi Kanadu iako je 1/4 Kanađanin. Kasnije se zaljubi u Robin i vjenča se njom. On dolazi iz New Yorka kao i Lily.
- Alyson Hannigan kao Lily Aldrin, teta u vrtiću i Marshallova žena. Ona je ta koja rješava probleme u grupi i daje najbolje savjete. Ne zna čuvati tajnu i odmah se izlane. Upoznala je Marshalla na koledžu i samo su jednom prekinuli otada. Njezin je san postati profesionalna slikarica, ali u tome ne uspijeva. Iako izgleda slatka i mala, ona je zapravo prosta i zavodljiva, slična Barneyu. Ona je iz New Yorka. Rađa maloga Marvina W. Eriksena u sedmoj sezoni te kćer Daisy i neimenovano treće dijete u devetoj sezoni.

### Sporedni glumci
- Lyndsy Fonseca kao buduća kćer (2005. – 2014.)
- David Henrie kao budući sin (2005. – 2014.)
- Sarah Chalke kao Stella Zinman (2008. – 2009.)
- Ashley Williams kao Victoria (2006.)
- Joe Manganiello kao Brad (2006.)
- Bryan Callen kao Bilson (2006.)
- Marshall Manesh kao Ranjit (2005. – 2014.)
- Joe Nieves kao Carl, vlasnik MacLarena (2005. – 2013.)
- Charlene Amoia kao konobarica Wendy (2005. – 2013.)
- Enrique Iglesias kao Robinin dečko Gael (2006.)

## Pregled serije
| Sezona | Sezona | Broj Epizoda | SAD emitiranje   | SAD emitiranje    | Hrvatsko premijerno emitiranje | Hrvatsko premijerno emitiranje                                             | Hrvatsko premijerno emitiranje                |
| Sezona | Sezona | Broj Epizoda | Premijera sezone | Kraj sezone       | Premijera sezone               | Kraj sezone                                                                | Televizija                                    |
| ------ | ------ | ------------ | ---------------- | ----------------- | ------------------------------ | -------------------------------------------------------------------------- | --------------------------------------------- |
|        | 1.     | 22           | 19. rujna 2005.  | 15. svibnja 2006. | 29. siječnja 2009.             | 26. veljače 2009.                                                          | RTL                                           |
|        | 2.     | 22           | 18. rujna 2006.  | 14. svibnja 2007. | 27. veljače 2009.              | 30. ožujka 2009.                                                           | RTL                                           |
|        | 3.     | 20           | 24. rujna 2007.  | 19. svibnja 2008. | 31. ožujka 2009.               | 28. travnja 2009.                                                          | RTL                                           |
|        | 4.     | 24           | 22. rujna 2008.  | 18. svibnja 2009. | 29. travnja 2009.              | 26. svibnja 2009. (20. epizoda) 23. - 28.rujna 2009. (preostale 4 epizode) | RTL                                           |
|        | 5.     | 24           | 21. rujna 2009.  | 24. svibnja 2010. | 13. srpnja 2010. (RTL)         | 17. kolovoza 2010. 27. veljače - 15. ožujka 2012.                          | 12. epizoda na RTL preostale epizode na RTL 2 |
|        | 6.     | 24           | 20. rujna 2010.  | 16. svibnja 2011. | 22. siječnja 2013.             | 6. veljače 2013.                                                           | RTL 2                                         |
|        | 7.     | 24           | 19. rujna 2011.  | 14. svibnja 2012. | 9. listopada 2014.             | 24. listopada 2014.                                                        | FOX                                           |
|        | 8.     | 24           | 24. rujna 2012.  | 13. svibnja 2013. | 4. lipnja 2015.                | 19. lipnja 2015. (23. epizoda) 14. rujna 2015. (24. epizoda)               | RTL 2                                         |
|        | 9.     | 24           | 23. rujna 2013.  | 31. ožujka 2014.  | 25. veljače 2016.              | 14. ožujka 2016.                                                           | RTL 2                                         |

### Prva sezona 2005./2006.
Ted okupi svoje dvoje djece da im ispriča kako je upoznao njihovu majku. 
Priča počinje kada Marshall odluči zaprositi svoju curu Lily Aldrin, slikaricu s kojom hoda već devet godina. Iako Ted ne bi imao ništa protiv da on kao i Marshall nađe svoju srodnu dušu u sebi se buni zbog njihovih zaruka jer je ljubomoran što će se njegovih dvoje najboljih prijatelja vjenčati, a on nema niti djevojku. Pošto s Marshallom ne može ići po barovima upucavati se curama tu je njegov drugi najbolji prijatelj Barney Stinson, zloglasni ženskar koji nakon spolnog odnosa s curom koju jedva poznaje pobjegne dok se ona tušira. Taj dan nakon par neuspješnih flertova na prvi pogled se zaljubi u Robin Scherbatsky, voditeljicu vijesti koja se preselila u New York iz Kanade. Ted želi biti s njom, međutim, Robin ne traži ozbiljnu vezu. Gledatelji mogu shvatiti da Robin nije majka pošto na kraju epizode govori o njoj kao "teti Robin".
U daljnjim epizodama Ted hoda s pekaricom Victoriom koju upozna na vjenčanju, radeći tako Robin ljubomornom i ona shvati da ustvari ima osjećaja prema Tedu. Victoria se preseli u Njemačku da bi dobila stipendiju kulinarskog instituta. Ona i Ted pokušaju vezu na daljinu. Kada je Ted saznao da Robin osjeća nešto prema njemu, govori joj da je prekinuo s Victoriom. Skoro su bili zajedno kada Victoria nazove, a Robin se slučajno javi. Ted i Victoria tada stvarno prekinu, a Robin se ljuti na Teda sve dok se ne pomire i budu zajedno. Ted dobiva poziv iz Love Solutions (Rješenja Ljubavnih Problema, agencija za nalaženje srodne duše) koji su našli Tedu djevojku iako su se puno namučili. Ali iako je to prije želio, Ted odustaje od spoja na slijepo jer još uvijek vjeruje da je Robin ona prava.
U međuvremenu, Lily razmišlja je li propustila neke životne prilike zbog hodanja s Marshallom i odlučuje se javiti za stipendiju za umjetnost u San Franciscu, prekidajući tako s Marshallom. Sezona završava Tedovim dolaskom pred stan jutro nakon prve provedene noći s Robin gdje nalazi Marshalla koji sjedi na stepenicama s Lilynim zaručničkim prstenom u ruci.

### Druga sezona 2006./2007.
Robin i Ted su zajedno. Marshall je dugo u depresiji zbog Lily, no s vremenom, počinje izlaziti. Lily se vraća u New York kada shvati da nije umjetnica i Marshall i ona su ponovno zajedno. Ted otkrije da Robin ima veliku tajnu. Barney i Marshall se klade što je njena tajna. Otkrije se kako je Robin bila kanadska tinejdžerska pop zvijezda u 90-ima. Barney gubi okladu te ga Marshall može udariti pet puta kada god on to poželi. U ovoj sezoni udara ga dva puta. Barney misli da mu je Bob Barker, voditelj kviza, otac. Međutim, nije. Odlazi i na kviz, no nije mu mogao reći da mu je sin. Robin i Ted prekidaju nedugo prije Lillynog i Marshallovog vjenčanja. Barney je sretan što će ponovno osvajati cure s Tedom. Sezona završava polovicom Barneyeve slavne rečenice: " Bit će legen- ,čekajte..."

### Treća sezona 2007./2008.
Sezona počinje drugom polovicom Barneyeve rečenice: "-darno". Robin se vraća iz Argentine s novim dečkom, no ubrzo prekidaju. Marshall i Lily se odluče iseliti iz stana. Uspjeli su kupiti svoj stan iz snova, međutim, ubrzo otkrivaju da i nije tako savršen. Na lošoj je lokaciji, a i nije savršeno izgrađen. Barney je udaren treći puta na Dan zahvalnosti. Ted je otkrio da je upoznao majku u priči sa žutim kišobranom koji se spominje i kasnije u seriji. Ted želi biti s dermatologinjom Stellom, a osvaja ju "dvominutnim izlaskom". Robin je spavala s Barneyom. Tada Ted odluči ne družiti se više s Barneyem jer je spavao s njegovom bivšom, a to je i protiv "Zakona bratstva" o kojem Barney stalno priča. Barney se i zaljubio u Robin. Barney umalo pogine zbog Teda koji je u bolnici zbog automobilske nesreće. U zadnjoj epizodi Barney i Ted su ponovno prijatelji, a epizoda završava kada Ted zaprosi Stellu u igraonici.

### Četvrta sezona 2008./2009.
Stella pristaje na Tedovu prošnju, ali ga ostavlja pred oltarom da bi se vratila Tonyju, ocu svoga djeteta. Barney se muči s osjećajima prema Robin. Marshall i Lily se napokon sele u novi stan. Robin ima novi posao u Japanu, ali se vraća na Tedovo vjenčanje. Nakon što ga Stella ostavi, Robin se useli k Tedu kao njegova cimerica. Ted je dobio otkaz u firmi, pa je otvorio svoj posao Mosbius Designs s kojim i nije uspješan. Ted, noseći žuti kišobran naleti na Stellu i Tonyja. Tony kasnije posjeti Teda, govoreći mu da mu je žao što mu je preoteo zaručnicu te mu nudi posao profesora arhitekture. Ted to odbija što uzrokuje da Tony ostavi Stellu. Tada Stella moli pomoć od Teda, a on joj pomogne vratiti Tonyja. Robin saznaje za Barneyeve osjećaje prema njoj i oni su na kraju sezone zajedno. Ted ipak odluči raditi kao profesor, a sezona završava Tedovim pričanjem kako je sve što mu se dogodilo ove godine (sezone) bilo važno za njega jer je postao profesorom.

### Peta sezona 2009./2010.
Sezona počinje Tedovim predavanjem pred razredom (gdje je i majka), ali shvati da je u krivom razredu. Barney i Robin su u vezi, ali i ne razgovaraju puno. Nakon nekog vremena odluče da je najbolje da prekinu. Barney se vraća svojim starim navikama koristeći "Knjigu izvedba" u kojoj su opisani svi načini prilaženja ženama koje je Barney ikad iskoristio ili je mislio iskoristiti. Na Dan zahvalnosti Marshall udari Barneya četvrti put. Ted počinje izlaziti sa studenticom (Cindy) i otkriveno je da je Cindy cimerica Tedove buduće žene. Slučajno je zaboravio (njezin) žuti kišobran kod njih u stanu. Robin se spetlja s kolegom Donom i pristaje živjeti s njim nakon što odbije posao u Chicagu. Na kraju on prihvati taj posao i ostavi Robin. Na kraju sezone Lily i Marshall odluče napraviti dijete.

### Šesta sezona 2010./2011.
Na početku sezone Ted je (u budućnosti) na vjenčanju na kojem je kum. Serija se vraća uskoro u sadašnjost gdje Ted opet sretne bivšu djevojku Cindy. Vidi čak i njenu cimericu koja je trebala biti njihova majka, ali nije, jer vidi Cindy i cimericu kako se ljube.
Ted je opet zaposlen projektom za GNB(Goliath National Bank). Na lokaciji te buduće zgrade nalazi se stari hotel Arcadian. On sreće Zoey, curu koja ne želi da se Arcadian sruši. On stane na njenu stranu jer misli da bi Arcadian trebao biti znamenitost grada. Kad sazna da je Zoey oženjena za zastrašujućeg starijeg čovjeka "Kapetana", opet želi konstruirati GNB zgradu. U međuvremenu Lily i Marshall pomisle da ne mogu imati djece, ali sve je ipak u redu. Marshallov otac umire i cijela grupa ga prati u Missenotu na sprovod. Barney upozna pravoga oca Jerryja koji je suprotnost Barneyevih očekivanja. Zoey se rastane od Kapetana i izlazi s Tedom, iako su još uvijek na suprotnim stranama što se tiče Arcadiana. Marshall daje otkaz u GNB i postaje Zoeying odvjetnik, no na kraju Ted prekine sa Zoey i sruši Arcadian. Lily je napokon trudna, a na kraju sezone se otkriva da je vjenčanje na kojem je Ted bio kum zapravo Barneyevo.

### Sedma sezona 2011./2012.
Na početku sezone Lily i Marshall ne žele, ali ipak kažu grupi za dijete. Robin još ima osjećaje prema Barneyu, a on je zaljubljen u Noru, bivšu djevojku. Robin se zaljubi u svog psihijatra Kevina. Robin i Barney spavaju zajedno i prekinu s Norom i Kevinom. Robin se ipak vrati Kevinu i slama Barneyu srce. Marshall i Lily se presele u predgrađe, ali se uskoro vrate jer shvate da to nije za njih.
Robin pomisli da je trudna i kaže Barneyu da je on otac. Ipak, kod doktora saznaje da ne može imati djece i priopći to Kevinu koji je ostavlja. Ted daje svoj stan Lily i Marshallu jer misli da ne može nastaviti sa životom ako mu je Robin cimerica.
Barney počinje hodati s Quinn, striptizetom. Svi se počinju miješati u Barneyevu vezu sa striptizetom. Quinn se useli Barneyu, a Ted kupi Quinnin stari stan. Robin nalazi novi posao i kaže Tedu da će se preseliti u drugi stan čim zaradi dovoljno novaca.
Lily kaže Barneyu da opusti Marshalla zbog njene trudnoće tako da ga odvede u kasino. Marshall se napije, a Lily rađa u bolnici. Barney odvozi Marshalla u bolnicu na porod, a oni mu dopuste da izabere srednje ime za njihovog sina. Nazovu ga Marvin Waitforit Eriksen.
Barney zaprosi Quinn i zamoli je da se više ne bavi svojim poslom. Ona pristane. Ted nazove bivšu djevojku Victoriu (iz 1. sezone) i nada se da još ima šanse kod nje. Ona se udaje, ali ostavi zaručnika zbog Teda. Ted pristane otići s njom.
Na kraju sezone se otkrije tko se na kraju udaje za Barneya. To je ipak Robin.

### Osma sezona 2012./2013.
Ted i Victoria su sada zajedno, Robin je s dečkom Nickom, Barney i Quinn su se zaručili, a Marshall i Lily su dobili prvoga sina.
Počela je "Jesen prekida" i Barney i Quinn prekidaju nakon što je on želio predbračni ugovor. Zajedno su odlučili da se ne slažu te da je najbolje da prekinu. Zatim prekidaju Victoria i Ted, a na kraju i Robin i Nick. Marshall odluči da želi biti sudac, a Barney počinje hodati s debelom, iritantnom Patrice, koja je ujedno i Robinina kolega. Kasnije kaže Robin da je to bila samo besmislena priča da Robin ne bi pomislila na to što joj se sprema - Barneyeva prosidba.
Barney se muči s upoznavanjem Robinina oca, a Ted otkrije da će upoznati majku na Barneyevom i Robininom vjenčanju.
Ted počinje hodati s luđakinjom Geanette koja je policajka. On otkriva da je ona njegova zadnja djevojka prije "majke".
Ted odlučuje da više neće s nikim hodati nego da će se napokon skrasiti. 
Barney upoznaje svoju polusestru.
Lily dobije poslovnu ponudu od Kapetana u Italiji, te ona i Marshall odlučuju preseliti se u Italiju. 
Ted postaje očajan jer jedini ostaje sam u društvu. 
Marshall dobije priliku biti sudac u New Yorku, pa ipak ponovno razmišlja o Italiji.
Dan Barneyevog i Robininog vjenčanja je došao i na zračnoj luci, žena s gitarom (članica benda s Barneyevog vjenčanja) kupuje kartu za Farhampton. Ta žena je majka Tedove djece.

### Deveta sezona 2013./2014.
Cijela deveta sezona se događa preko vikenda Barneyevog i Robininog vjenčanja. Svi su došli u Farhampton hotel osim Marshalla koji kasni, a još nije rekao Lily za poslovnu ponudu. Lily još uvijek misli da se seli u Italiju i upoznaje "majku" na vlaku za Farhampton. U međuvremenu, Barneyev brat James se rastaje. Ted planira otići u Chicago poslije vjenčanja. Lily saznaje da je Marshall prihavatio poslovnu ponudu. Robin i Barneyeva majka Lorretta su u humorno-napetom odnosu. 
Barney u priči otkriva da je već davno upoznao "majku" kad mu je dala ljubavni savjet. Marshall gubi zadnje nade da će stići u hotel, ali nalazi ga "majka" i dovozi do hotela.
Marshall ošamari Barneya po četvrti put, što znači da ostaje samo jedan šamar. Lily i Marshall počinju sa svađom o putu u Italiju, a Barney napokon otkriva svoje zanimanje. U 200. epizodi serije, Ted priča djeci kako je njegova majka upoznala njega, tj. povezuje priče iz prošlosti (žuti kišobran, njezina cimerica,...). Ted uskoro priznaje Robin da je još voli, a Barney luta pijan i nalazi dvojicu mladića koje odlučuje "naučiti kako živjeti", tj. pretvoriti u "Barneye". Marshall i Lily se pomire i odluče ostati u New Yorku, a "majka" odbije prosidbu svog sadašnjeg dečka. Barney je mamuran na jutro njegova vjenčanja. Lily cijelo vrijeme ima tajnu koju odlično čuva, ali ipak svi otkrivaju da je trudna i da zato želi ostati u New Yorku. Ipak, odluče otići u Italiju na godinu dana. U jednoj epizodi imamo priliku pogledati prvi spoj Teda i majke koji se dogodio poslije vjenčanja. Nekoliko minuta prije vjenčanja Robin pokušava pobjeći ali sretne je "majka" i pomogne joj da shvati da se zapravo želi udati. Barney se preplaši vjenčanja dok je na oltaru, ali ga Marshall urazumi s petim, posljednjim šamarom. Barney i Robin se vjenčaju.
U zadnjoj epizodi, Ted na peronu upozna majku, Tracy. On ju pozove van. Tada Ted počinje pričati što se dogodilo u sljedećih par godina. Lily je rodila čak i treće dijete, a Marshall je postao pravi sudac. Barney i Robin su se rastali nakon 3 godine braka, a Ted i Tracy su se vjenčali tek nakon sedam godina kada su im djeca već bila rođena. Barney se vraća svom ležernom, zavodničkom životu, ali jedna od njegovih "djevojaka" završi trudna te mu rodi kćer Ellie. Robin počinje putovati i nije prisutna na većini važnih događaja za ekipu. Njihova se grupa polako raspada. 
Napokon, Ted sjedi u dnevnom boravku s djecom i završi priču. Saznajemo da je majka Tracy zapravo umrla od bolesti prije šest godina. Djeca shvate da priča nije bila o njihovoj majci (jer se ona pojavljuje tek na kraju) već o njihovoj "teti" Robin. Djeca ohrabruju Teda i kažu mu da osvoji Robin. On ju tada opet iznenadi s plavim rogom ispred kuće kao i prije 25 godina.

## Zanimljivosti
- U dvije se epizode, kao jedna od Barneyjevih mnogobrojnih djevojaka pojavljuje i Britney Spears, glumeći Abby.
- U jednoj se epizodi pojavljuje Katy Perry koja glumi Honey, naivnu Zoeyinu rođakinju.
- U jednoj se epizodi pojavljuje Heidi Klum koja glumi samu sebe.
- Iako Neil Patrick Harris u seriji glumi teškog ženskara, on je zapravo u homoseksualnoj vezi s Davidom Burtkom.
- U par epizoda pojavljuje se Enrique Iglesias koji glumi Gaela, Robininog dečka.